# Canon EOS 850D
Canon EOS 850D  (название в Северной Америке — Rebel EOS T8i,) — цифровой зеркальный фотоаппарат семейства EOS компании «Кэнон», продолжающий линейку любительских моделей EOS Digital. Представлен 12 февраля 2020 года, пришёл на смену модели EOS 800D.
Фотоаппарат имеет кроп-матрицу с кроп-фактором 1,6; крепление для объективов Canon EF и EF-S. 
Особенностью новинки стала 24,1-мегапиксельная матрица с технологией Dual Pixel, поддержка видеосъёмки в 4K-разрешении, а также возможность быстрой отправки фотографий на iOS- или Android-смартфон.

## Технические особенности
- CMOS-датчик APS-C 24,1 МП, технология автофокусировки Dual Pixel[2]
- Непрерывная съемка со скоростью 7 кадров/с
- Запись видео 4K (автофокусировка с контрастным детектированием) 24p/25p
- Запись видео Full HD с использованием технологии Dual Pixel CMOS AF до 60p
- Система автофокусировки с 45 точками
- Датчик экспозамера RGB+IR 220 000 пикселей с распознаванием мерцания (как в модели 90D)
- Автофокусировка с интеллектуальным слежением (iTR)
- Автофокусировка с распознаванием глаз (со слежением)
- Процессор обработки изображений DIGIC 8

### Экран
Основной экран поворотный и сенсорный, при этом имеется возможность отключать восприимчивость к касаниям. Разрешение дисплея составляет 1,04 миллиона точек. Диагональ — 3 дюйма с соотношением сторон 3:2 и углом обзора в 170 градусов. Имеет антибликовое покрытие.

## Цена
Стоимость Canon EOS 850D в США составляет 900 долларов за камеру с объективом EF-S 18–55 F/4–5.6 IS STM, камера без объектива имеет стоимость 750 долларов.

## Комплектация
- Canon EOS 850D body
- Крышка байонета
- Ремень
- Наглазник
- Аккумулятор LP-E17
- Зарядное устройство LC-E17
- Объектив с блендой и чехлом, если поставляются в комплекте

### Magic Lantern
Прошивка Magic Lantern недоступна для Canon EOS 850D, как и для всех других моделей камер Canon с процессорами DIGIC поколений 6, 6+, 7 и 8.

## Недостатки
- охват изображения в видоискателе (95%);
- отсутствие пыле- и влагозащиты;
- медленный интерфейс USB 2.0 для передачи фотографий в компьютер.